# Cussonia angolensis
Cussonia angolensis là một loài thực vật có hoa trong Họ Cuồng cuồng. Loài này được (Seem.) Hiern mô tả khoa học đầu tiên năm 1877.